# Tomáš Anzari
Tomáš Anzari, rodným jménem Tomáš Zdražila (* 24. června 1970 Třinec) je tenisový trenér a bývalý český profesionální tenista. Ve své kariéře na okruhu ATP World Tour nevyhrál žádný turnaj a probojoval se do jednoho deblového finále na mnichovském BMW Open 1992. Na challengerech ATP a okruhu ITF získal čtrnáct titulů ve čtyřhře.
Na žebříčku ATP byl ve dvouhře nejvýše klasifikován v srpnu 1991 na 134. místě a ve čtyřhře pak v únoru 1993 na 80. místě.

## Tenisová kariéra a vzdělání
V roce 1987 zvítězil ve dvouhře i čtyřhře na Pardubické juniorce. Následující sezóny byli společně s Davidem Riklem vyhlášeni juniorskými mistry světa ve čtyřhře. Připsali si titul mistrů Evropy ve čtyřhře a Zdražila také bronz z dvouhry.
V roce 1997 byl členem vítězného týmu TK SEZOOZ Prostějov, které se stalo mistrem ČR ve smíšených družstvech.
V roce 2009 ukončil bakalářské studium v oboru Management sportu a trenérství na Fakultě tělesné kultury Univerzity Palackého v Olomouci.

## Finálové účasti na turnajích ATP World Tour
| Legenda (před/od 2009)                                          |
| D – dvouhra; Č – čtyřhra                                        |
| Grand Slam (0–0)                                                |
| Tennis Masters Cup / ATP World Tour Finals (0–0)                |
| ATP Masters Series / ATP World Tour Masters 1000 (0–0)          |
| ATP International Series Gold / ATP World Tour 500 series (0–0) |
| ATP International Series / ATP World Tour 250 series (0–1 Č)    |

### Čtyřhra

#### Finalista (1)
| Datum | Turnaj | Povrch  | Spoluhráč | Vítězové       | Výsledek                  |               |
| ----- | ------ | ------- | --------- | -------------- | ------------------------- | ------------- |
| 1.    | 1992   | Mnichov | antuka    | Carl Limberger | David Adams Menno Oosting | 6–3, 5–7, 3–6 |

## Finále na challengerech ATP a okruhu Futures

### Čtyřhra

#### Vítěz (14)
| Č.  | Datum | Turnaj             | Povrch  | Spoluhráč        | Soupeři ve finále                 | Výsledek            |
| --- | ----- | ------------------ | ------- | ---------------- | --------------------------------- | ------------------- |
| 1.  | 1990  | Heilbronn          | koberec | David Rikl       | Byron Talbot Jörgen Windahl       | 7–6, 7–6            |
| 2.  | 1990  | Káhira             | antuka  | David Rikl       | Eduardo Masso Christian Miniussi  | 6–3, 6–7, 7–5       |
| 3.  | 1990  | Zaragoza           | antuka  | David Rikl       | Carlos Costa Francisco Roig       | 6–3, 7–6            |
| 4.  | 1991  | Oporto             | antuka  | Dmitrij Poljakov | Paul Haarhuis Mark Koevermans     | 3–6, 6–3, 6–4       |
| 5.  | 1991  | Oporto             | antuka  | Josef Čihák      | Juan Carlos Baguena Andrés Gómez  | 7–5, 6–2            |
| 6.  | 1991  | Pescara            | antuka  | Josef Čihák      | Johan Donar John Sobel            | 6–3, 6–4            |
| 7.  | 1992  | Oporto             | antuka  | Carl Limberger   | Brian Devening Bent-Ove Pedersen  | 3–6, 6–1, 6–4       |
| 8.  | 1992  | Reggio di Calabria | antuka  | Brent Haygarth   | Joao Cunha-Silva Dmitrij Poljakov | 6–4, 7–6            |
| 9.  | 1994  | Cali               | antuka  | Joao Cunha-Silva | Bill Behrens Kirk Haygarth        | 7–6, 3–6, 6–3       |
| 10. | 1994  | Rogaška Slatina    | koberec | Jan Kodeš, ml.   | Barry Cowan Andrew Richardson     | 6–4, 6–3            |
| 11. | 1997  | Záhřeb             | antuka  | David Roditi     | Brandon Coupe Paul Rosner         | 3–6, 7–6, 7–6       |
| 12. | 1997  | Poznaň             | antuka  | David Rikl       | Jordi Burillo Laszlo Markovits    | 6–3, 6–2            |
| 13. | 1999  | Džajpur            | tráva   | Satoši Iwabuči   | Ivo Karlović Jurij Ščukin         | 7–6(6), 4–6, 7–6(5) |
| 14. | 2000  | Bombaj             | tvrdý   | Satoši Iwabuči   | Maxime Boye Jonatan Erlich        | 7–6(9), 6–4         |